# Phaonia guizhouensis
Phaonia guizhouensis är en tvåvingeart som beskrevs av Wei 1991. Phaonia guizhouensis ingår i släktet Phaonia och familjen husflugor.
Artens utbredningsområde är Guizhou (Kina). Inga underarter finns listade i Catalogue of Life.